# スカイライン -征服-
『スカイライン -征服-』（スカイライン せいふく、Skyline）は、2010年のアメリカ合衆国のSF映画。
監督はストラウス兄弟、出演はエリック・バルフォーとスコッティ・トンプソンなど。

## 概要
突如、世界各地に襲来した地球外生命体の攻撃をロサンゼルスに訪れていた民間人の視点で描くSF映画。地球全土が異星人に襲来されているという状況でありながら、序盤と終盤のわずかな時間を除いて一つの高層マンション敷地内で物語が終始展開されるという特殊な作風である。
また、現実の軍事作戦でドローンが積極活用されている21世紀の軍事情勢を反映して、攻撃能力を備えたドローンが異星人への攻撃に投入されるシーンがある。
製作費$10,000,000に対し、アメリカ国内興行が$21,393,620と大ヒット作になった。

## ストーリー
親友テリーの誕生日パーティに参加するためロサンゼルスに来ていたジャロッドとエレイン。パーティの会場である高層マンションのペントハウスで楽しい一夜を明かす一同であったが、早朝に仲間の一人レイが青白い光の中に吸い込まれるという異常事態に出くわす。ジャロッドも光に吸い込まれかけるがエレインのお陰で窮地を脱する。空が明るくなると窓の外には、巨大な未確認飛行物体が大量に飛来し、地上から人間を次々と吸い上げていく光景が広がっていた。ジャロッドらはマンションの中で状況を把握しようとする。こうして、エイリアンによる地球征服の3日間が始まるのであった。

## 侵略者
タンカー
巨大なゴリラ型エイリアン。手から捕食用接触を発射し、捕らえた人間を捕食する。中には「パイロット」という人型エイリアンがいる。
ドローン
タコ型エイリアン。複数の触手を持ち、人間を捕獲する。
ハイドラ
クラゲ型エイリアン。空中から様々な家を探索し、発見した場合、捕獲する。いわゆる「空飛ぶ戦闘機」である。
パイロット
人型エイリアン。ゴリラ型エイリアン「タンカー」を運転する。
マザーシップ
ロサンゼルス上空に複数浮遊する母艦エイリアン。人間を吸い込んで収容する。一度は軍によって破壊されたが、自然に再生してしまう。
光
青く発行する光。どのエイリアンも発光しており、それを見た者はターゲットとなり捕獲・吸引される。

## キャスト
括弧内は日本語吹替
- ジャロッド: エリック・バルフォー（桐本琢也） - 主人公。
- エレイン: スコッティ・トンプソン（英語版）（園崎未恵） - ジャロッドの恋人。
- キャンディス: ブリタニー・ダニエル（英語版）（寺田はるひ） - テリーの恋人。
- デニス: クリスタル・リード（吉田聖子） - テリーの浮気相手。
- レイ: ニール・ホプキンス - テリーの仕事仲間。
- オリヴァー: デイヴィッド・ザヤス（乃村健次） - 高級マンションの管理人。
- テリー: ドナルド・フェイソン（金光宣明） - ジャロッドの親友。
- ウォルト: ロビン・ガンメル - テリーの隣人の老人。
- ジェン: ターニャ・ニューボウルド - テリーと同じ高級マンションの住人。
- コリン: J・ポール・ボーマー（英語版） - ジェンの夫。

## 提訴の可能性
2010年8月、ソニー・ピクチャーズ エンタテインメントが本作を監督したストラウス兄弟に対する法的措置を検討していると報じられた。ソニー・ピクチャーズはハイドラックスに『世界侵略: ロサンゼルス決戦』のVFX製作資金を支払ったが、ハイドラックスは、兄弟が監督し、『世界侵略』より先に公開された同じくロサンゼルスを舞台にエイリアンによる地球侵略を描いた本作の存在をソニー・ピクチャーズに一切知らせていなかった。そのため、内容の酷似する本作品に対してソニー・ピクチャーズが資金負担をしている『世界侵略: ロサンゼルス決戦』の製作過程で生じたVFXの盗用や撮影資源の流用が行われているのではないかという疑念をもたれたものである。これに対しストラウス兄弟の広報は「われわれが不当だとする（ソニー側の）主張はすべて根拠のないものだ。『スカイライン』の公開日は監督の意思に関わらず、ユニバーサルとレラティビティが以前から決めていたもので、これは組織に属さない製作者に公開を延期させようとするソニーの明らかに不当な試みである」と答えている。
2011年3月17日、ソニーは『世界侵略: ロサンゼルス決戦』に使用されたVFXは『スカイライン』では使用されていないとし、ストラウス兄弟に対する法的処置を取り下げることを表明した。

## 続編
2017年12月15日に『スカイライン -奪還-』が公開された。日本では2018年10月13日に公開。
さらに、2020年には完結編となる『スカイライン -逆襲-』が制作された。日本では2021年2月26日に公開。